# Patron (hund)

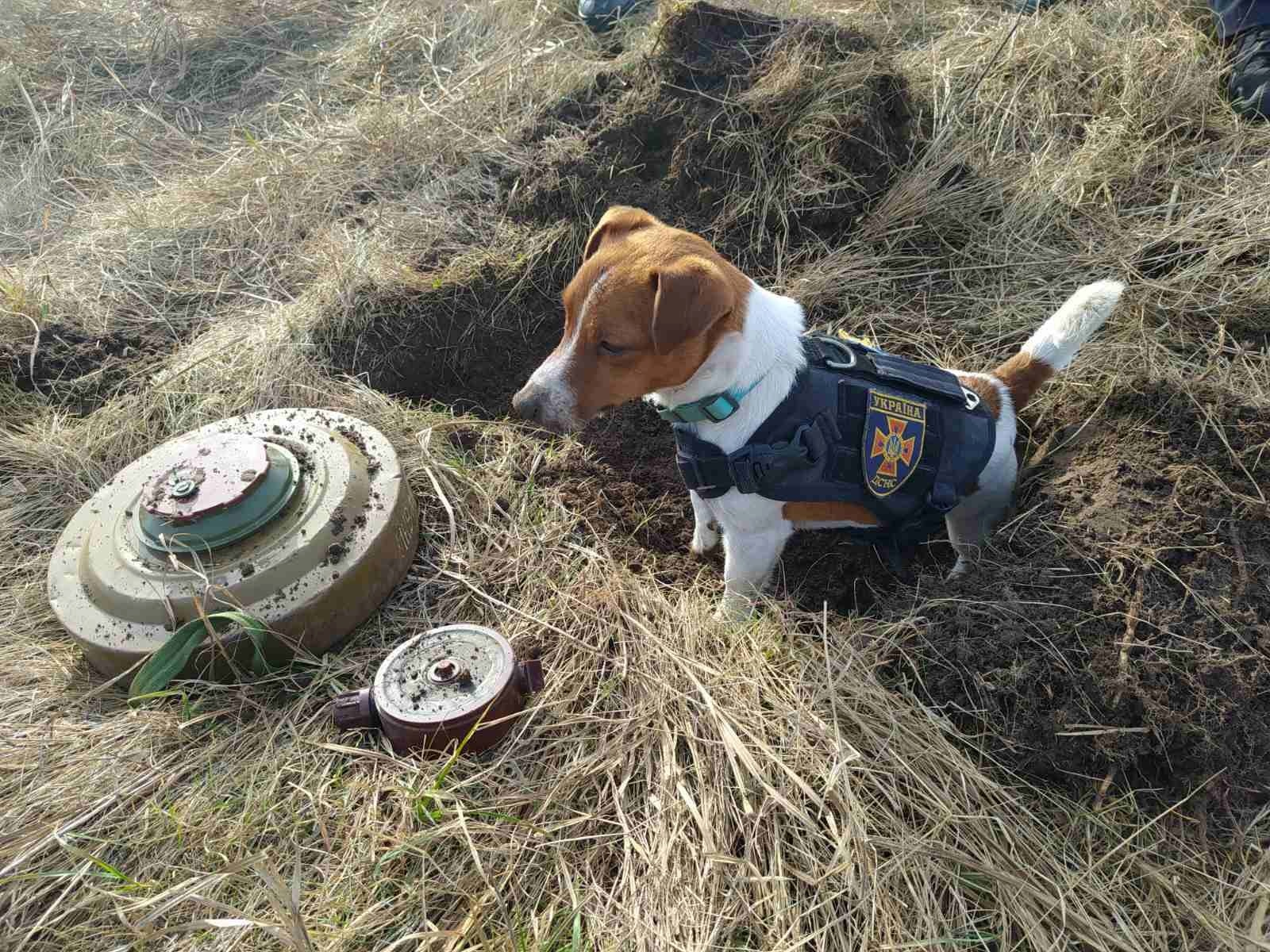
Jack russel terriern Patron med en desarmerad rysk stridsvagnsmina.

Patron (ukrainska: Патрон) är en bombhund och maskot åt Ukrainas statliga tjänst för nödsituationer. Han är en Jack russell terrier och blev uppmärksammad i sociala och traditionella medier efter Rysslands invasion av Ukraina 2022. Patron har hittat över 200 odetonerade minor omkring staden Tjernihiv i Ukraina och belönades med en medalj av Ukrainas president Volodymyr Zelenskyj den 9 maj 2022.
Patrons instruktör är Mychailo Iljev.
Hunden har blivit berömd också utomlands. Patron har karakteriserats som effektivt vapen i Ukrainas informationskrig. Ukrainas myndigheter ansvariga för räddningstjänsten har också kallat Patron för sin maskot.

## Utmärkelser
- Hjältemodets orden (Ukraina, 2022)[5]

Den 1 september 2022 utkom en serie ukrainska frimärken som avbildar Patron.
I början av år 2023 publicerades en tecknade serie, Pes Patron, om hunden på YouTube.

## Galleri

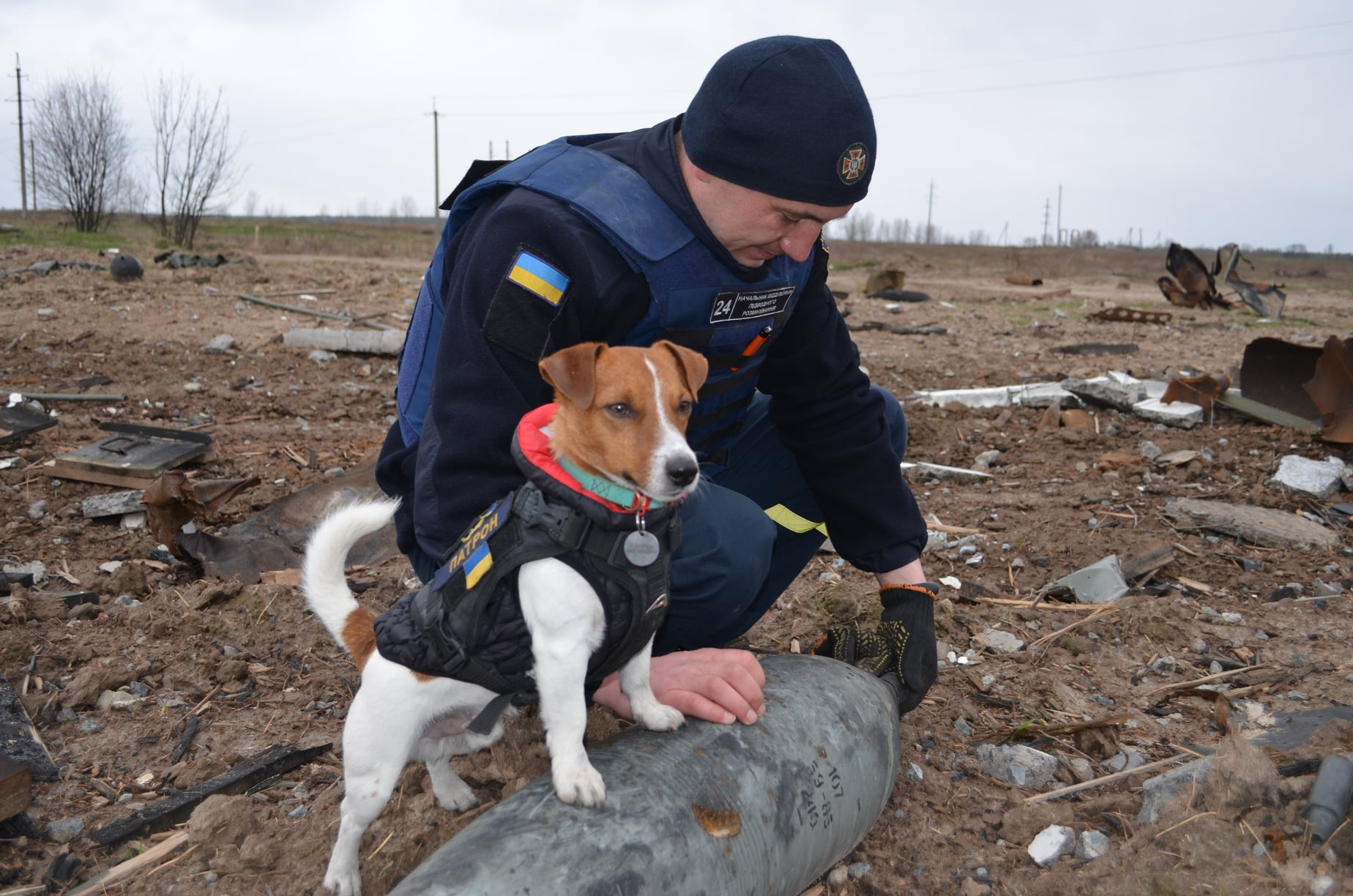
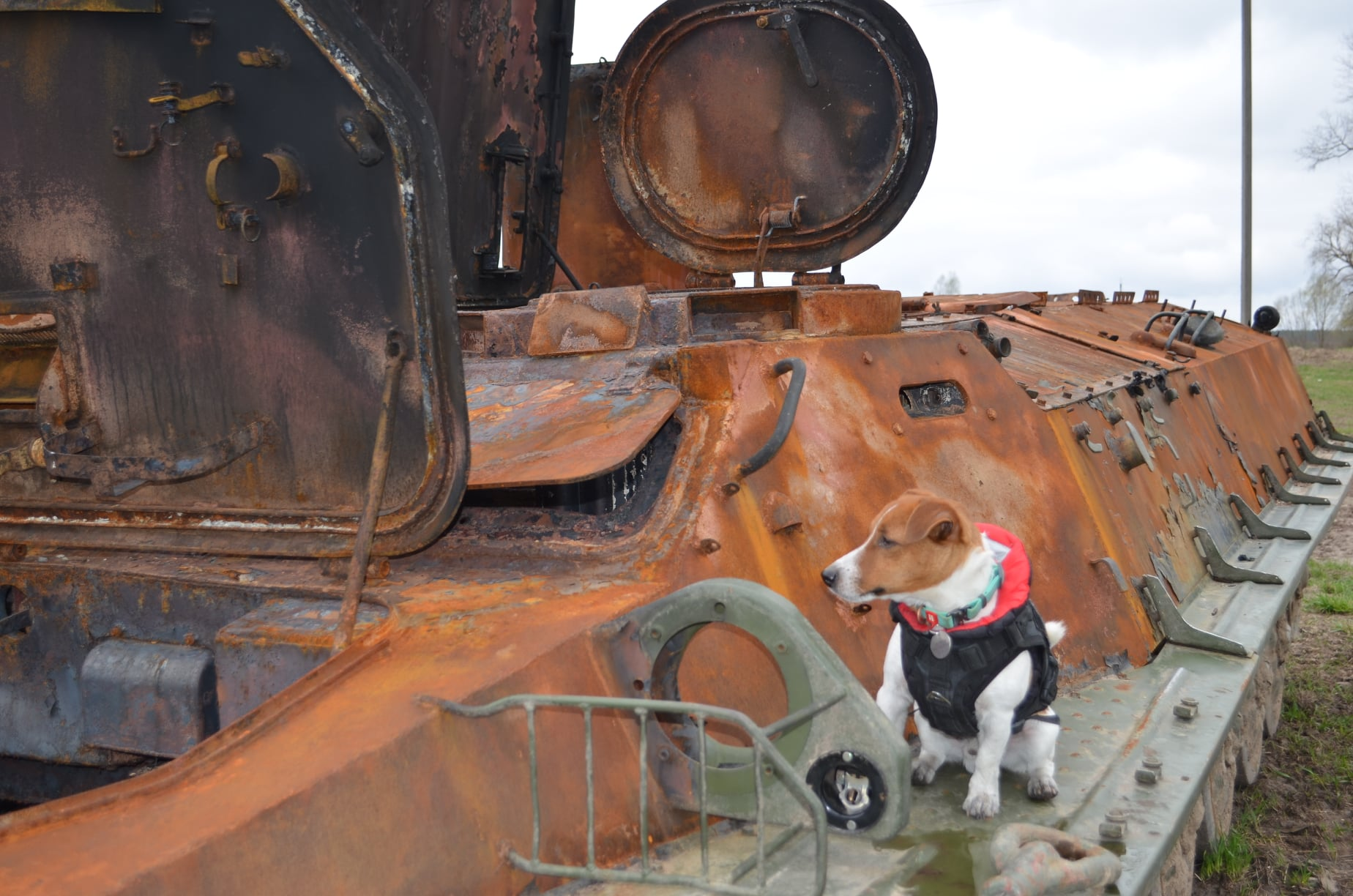
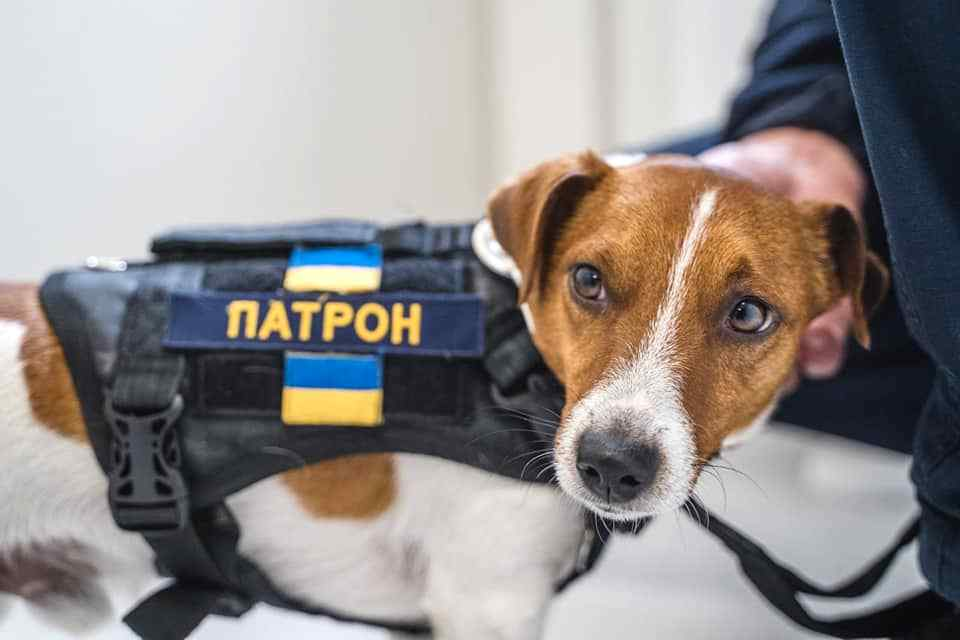